# 瓜卡里
瓜卡里是哥倫比亞的城鎮，位於該國西部，由考卡山谷省負責管轄，距離首府卡利45公里，始建於1570年，面積約200平方公里，海拔高度約900米，2005年人口31,055。
3°46′N 76°20′W / 3.767°N 76.333°W